# Ernest Wool Lewis
Ernest Wool Lewis (5 de abril de 1867 – 19 de abril de 1930) fue un tenista británico que estuvo activo a finales del siglo XIX. Fue finalista en cuatro ocasiones en individuales en el Campeonato de Wimbledon en 1886, 1888, 1892 y 1894. Ganó el título de dobles masculinos en 1892 junto a Harry S. Barlow.

## Carrera
Ernest Lewis llegó a la final de la primera competencia de dobles masculinos del Campeonato de Wimbledon celebrada en 1884. En pareja con E.L. Williams, perdieron la final contra los famosos hermanos tenistas Ernest Renshaw y William Renshaw en cuatro sets. Con su compañero George Hillyard, llegó y perdió las finales de dobles masculinos de 1889 y 1890.
En 1892 ganó su primer y único título de Wimbledon cuando, junto con Harry S. Barlow, derrotaron a otro famoso equipo de hermanos tenistas, Herbert Baddeley y Wilfred Baddeley, en cuatro sets.
En total, Lewis alcanzó siete finales de dobles en el Campeonato de Wimbledon durante su carrera (1884, 1889, 1890, 1892, 1893, 1894, 1895).
En la competencia de individuales masculinos en Wimbledon, su mejor resultado fue llegar a la final del torneo de todos contra todos en cuatro ocasiones (1886, 1888, 1892 y 1894). En 1886, Lawford venció a Ernest Renshaw tras estar 2 sets abajo en los cuartos de final antes de perder la final de todos contra todos contra Herbert Lawford en cinco sets. En 1888, perdió la final de todos contra todos contra Ernest Renshaw en cuatro sets. En 1892, Lewis lideró 2 sets a 0 contra Joshua Pim en la final de todos contra todos, pero perdió en cinco sets. En 1894, ganó contra Herbert Baddeley en la semifinal en un cerrado partido de cinco sets, pero fue derrotado sólidamente en la final por Wilfred Baddeley, 0-6, 1-6, 0-6.
Lewis ganó el título individual en el Campeonato de Irlanda en 1890 después de una batalla reñida en la ronda de desafío contra Willoughby Hamilton, 3-6, 3-6, 9-7, 6-4, 7-5. Defendió su título irlandés en 1891 con una victoria en sets corridos sobre el irlandés Joshua Pim. En 1892, fue victorioso en el Campeonato de Londres en el Queens Club, derrotando a Joshua Pim en la final.
Ganó el título individual en el Campeonato Británico de Canchas Cubiertas siete veces; en 1887, 1888, 1889, 1890, 1891, 1895 y 1896. Los primeros cinco títulos los ganó cuando el torneo se jugaba en su ubicación original en Hyde Park, los últimos dos títulos los ganó en el Queen's Club de Londres. También ganó el Campeonato de Middlesex en Chiswick Park cuatro veces consecutivas de 1887 a 1890, y un quinto título en 1892. Otros momentos destacados de su carrera en individuales incluyen ganar el Campeonato de Gore Court en Sittingbourne en 1885 y el Torneo de South Saxons en St Leonards-on-Sea en 1889.

## Finales de Grand Slam

### Individuales (4 subcampeonatos)
| Resultado | Año  | Campeonato               | Oponente         | Marcador                |
| --------- | ---- | ------------------------ | ---------------- | ----------------------- |
| Derrota   | 1886 | Campeonatos de Wimbledon | Herbert Lawford  | 2–6, 3–6, 6–2, 6–4, 4–6 |
| Derrota   | 1888 | Campeonatos de Wimbledon | Ernest Renshaw   | 9–7, 1–6, 6–8, 4–6      |
| Derrota   | 1892 | Campeonatos de Wimbledon | Joshua Pim       | 6–2, 7–5, 7–9, 3–6, 2–6 |
| Derrota   | 1894 | Campeonatos de Wimbledon | Wilfred Baddeley | 0–6, 1–6, 0–6           |

### Dobles (1 título, 6 subcampeonatos)
| Resultado | Año  | Campeonato               | Compañero         | Oponentes                         | Marcador                |
| --------- | ---- | ------------------------ | ----------------- | --------------------------------- | ----------------------- |
| Derrota   | 1884 | Campeonatos de Wimbledon | E.L. Williams     | Ernest Renshaw William Renshaw    | 3–6, 1–6, 6–1, 4–6      |
| Derrota   | 1889 | Campeonatos de Wimbledon | George Hillyard   | Ernest Renshaw William Renshaw    | 4–6, 4–6, 6–3, 6–0, 1–6 |
| Derrota   | 1890 | Campeonatos de Wimbledon | George Hillyard   | Joshua Pim Frank Stoker           | 0–6, 5–7, 4–6           |
| Victoria  | 1892 | Campeonatos de Wimbledon | Harry Barlow      | Herbert Baddeley Wilfred Baddeley | 4–6, 6–2, 8–6, 6–4      |
| Derrota   | 1893 | Campeonatos de Wimbledon | Harry Barlow      | Joshua Pim Frank Stoker           | 6–4, 3–6, 1–6, 6–2, 0–6 |
| Derrota   | 1894 | Campeonatos de Wimbledon | Harry Barlow      | Herbert Baddeley Wilfred Baddeley | 7–5, 5–7, 6–4, 3–6, 6–8 |
| Derrota   | 1895 | Campeonatos de Wimbledon | Wilberforce Eaves | Herbert Baddeley Wilfred Baddeley | 6–8, 7–5, 4–6, 3–6      |